# Franco Chioccioli
Franco Chioccioli [uitspraak: 'kjɔtʃo:li] (Castelfranco di Sopra, 25 augustus 1959) is een Italiaans voormalig wielrenner die in 1991 de Ronde van Italië won en die bovendien nog zes maal in de top tien eindigde.

## Belangrijkste overwinningen
1983
- 1e etappe Ronde van Trentino

1984
- Coppa Agostoni
- 2e etappe Ronde van Trentino
- Eindklassement Ronde van Trentino

1985
- 14e etappe Ronde van Italië
- Ronde van Friuli

1986
- 6e etappe Ronde van Zwitserland
- 8e etappe Ronde van Italië

1988
- 6e etappe Ronde van Italië

1990
- 4e etappe Ronde van Trentino
- Memorial Nencini

1991
- 15e etappe Ronde van Italië
- 17e etappe Ronde van Italië
- 20e etappe Ronde van Italië
- Eindklassement Ronde van Italië
- Coppa Sabatini

1992
- 5e etappe Bicicleta Vasca
- Eindklassement Bicicleta Vasca
- 1e etappe Ronde van Trentino
- 19e etappe Ronde van Italië
- 15e etappe Ronde van Frankrijk

1993
- 5e etappe Bicicleta Vasca

## Resultaten in voornaamste wedstrijden
| Jaar | Ronde van Italië | Ronde van Frankrijk | Ronde van Spanje |
| ---- | ---------------- | ------------------- | ---------------- |
| 1982 | 25e              |                     |                  |
| 1983 | 15e              |                     |                  |
| 1984 | 24e              |                     |                  |
| 1985 | 9e (1)           |                     |                  |
| 1986 | 6e (1)           |                     |                  |
| 1987 | 14e              |                     |                  |
| 1988 | 5e (1)           |                     |                  |
| 1989 | 5e               |                     |                  |
| 1990 | 6e               |                     |                  |
| 1991 | ↑ (3)            |                     |                  |
| 1992 | ↑ (1)            | 16e (1)             |                  |
| 1993 | 19e              |                     |                  |
| 1994 | 46e              | 42e                 |                  |

| Jaar | Milaan-San Remo | Amstel Gold Race | Luik-Bast.‑Luik | Ronde van Lombardije |  | WK op de weg |
| ---- | --------------- | ---------------- | --------------- | -------------------- |  | ------------ |
| 1982 |                 |                  |                 |                      |  |              |
| 1983 | 7e              |                  |                 |                      |  |              |
| 1984 |                 |                  |                 |                      |  |              |
| 1985 | 60e             |                  | 72e             |                      |  |              |
| 1986 | 93e             |                  |                 |                      |  |              |
| 1987 | 8e              |                  |                 |                      |  |              |
| 1988 |                 |                  |                 |                      |  |              |
| 1989 |                 |                  | 14e             |                      |  |              |
| 1990 |                 | 40e              |                 |                      |  |              |
| 1991 | 52e             | 42e              | 60e             | 59e                  |  | 49e          |
| 1992 | 138e            | 16e              |                 |                      |  | 69e          |
| 1993 |                 |                  |                 |                      |  |              |
| 1994 | 110e            |                  |                 |                      |  |              |